# Бічнігаурі
Бічнігаурі (груз. ბიჩნიგაური) — село в Грузії.
За даними перепису населення 2014 року в селі проживає 424 особи.